# Dolomitok
A Dolomitok (olaszul Dolomiti, németül Dolomiten, friuliul Dolomitis) az Alpok egyik hegycsoportja. Észak-Olaszországban terül el, legnagyobb része a Veneto régióban található Belluno megye területén, továbbá Trentino-Alto Adige autonóm régió Bolzano (Bozen) és Trento (Trident) megyéjében és Friuli-Venezia Giulia autonóm régió Udine és Pordenone megyéjében. Hagyományos határai nyugaton az Adige (Etsch), keleten pedig a Piave folyó völgye. Északon a Puster-völgy választja el az olasz-osztrák határt átszelő Tauerntől, délen a Sugana-völgy (Valsugana) választja el a Lombard–Venetói-síkság felé átmenetet képező Elő-Alpoktól. A Dolomitok hegycsoportja azonban túlnyúlik ezeken a hagyományos határokon, kelet felé a Piave folyón túl terül el a Dolomiti d’Oltrepiave (Piavén-túli Dolomitok), nyugat felé pedig az Adige völgyén túl terülnek el a Nyugati-Dolomitok, más nevén a Brenta-csoport vagy Brentai-Dolomitok. Trento autonóm megye és a Veneto régióhoz tartozó Vicenza megye területén fekszik a Piccole Dolomiti (Kis-Dolomitok) hegycsoport. A Dolomitok vidéke 2009 óta része az UNESCO világörökségének.

## Nevének eredete
A Dolomitok a nevét a francia geológus, Déodat Gratet de Dolomieu-ról kapta, aki az 1700-as évek végén vizsgálta az Déli-Mészkőalpok ezen részén található kőzetek anyagát, és megállapította, hogy kis mértékben magnéziumot is tartalmaznak. Felfedezésének emlékére ezt a mészkőfajtát, a dolomitot és az Alpok ezen szegletét azóta így nevezik.

## Geológiai jellegzetességei
A mai Dolomitok helyén egykoron tenger volt, a triász kori sekély tengerben található korallzátonyok voltak a mai hegyek ősei. Az Alpok többi részével együtt körülbelül 65 millió éve kerültek a szárazföldre. A kiemelkedett Dolomitok vidéke eredetileg hatalmas fennsík lehetett, erre vall a csúcsainak megközelítően azonos, 3000 m körüli magassága is, amelybe a jégkorszakok során keletkezett gleccserek, majd a folyók mély völgyeket hasítottak. A hőmérséklet, a jég és a szél környezetformáló tevékenységének eredményeként alakult ki a hegység mai formája. Az erodálódott mészkőszikláknak a lábait általában hatalmas törmelékkúpok borítják.
A völgyekben gyors sodrású hegyi patakok folynak, helyenként kiszélesedve tavakat alakítva ki. A különleges szirtalakulatok, fűrészfogak, gigászi pillérek, groteszk alakokat formáló sziklák, mély szakadékok változatos képe mellett a Dolomitok egyik fő varázsa a színek játéka, köszönhetően a kőzetanyag magnézium-tartalmának, amely a különböző fényhatásokra különbözőképpen válaszol, így a hegység hol vöröses-barna, hol fehéres-szürke, hol kékes-lila színben tündököl. Napkeltekor és napnyugtakor élénk rózsaszínbe vagy bíboros lilába burkolóznak a hegycsúcsok. Ez a jelenség az Alpenglühen (olaszul enrosadira), a sziklacsúcsok izzása.

## Felosztása

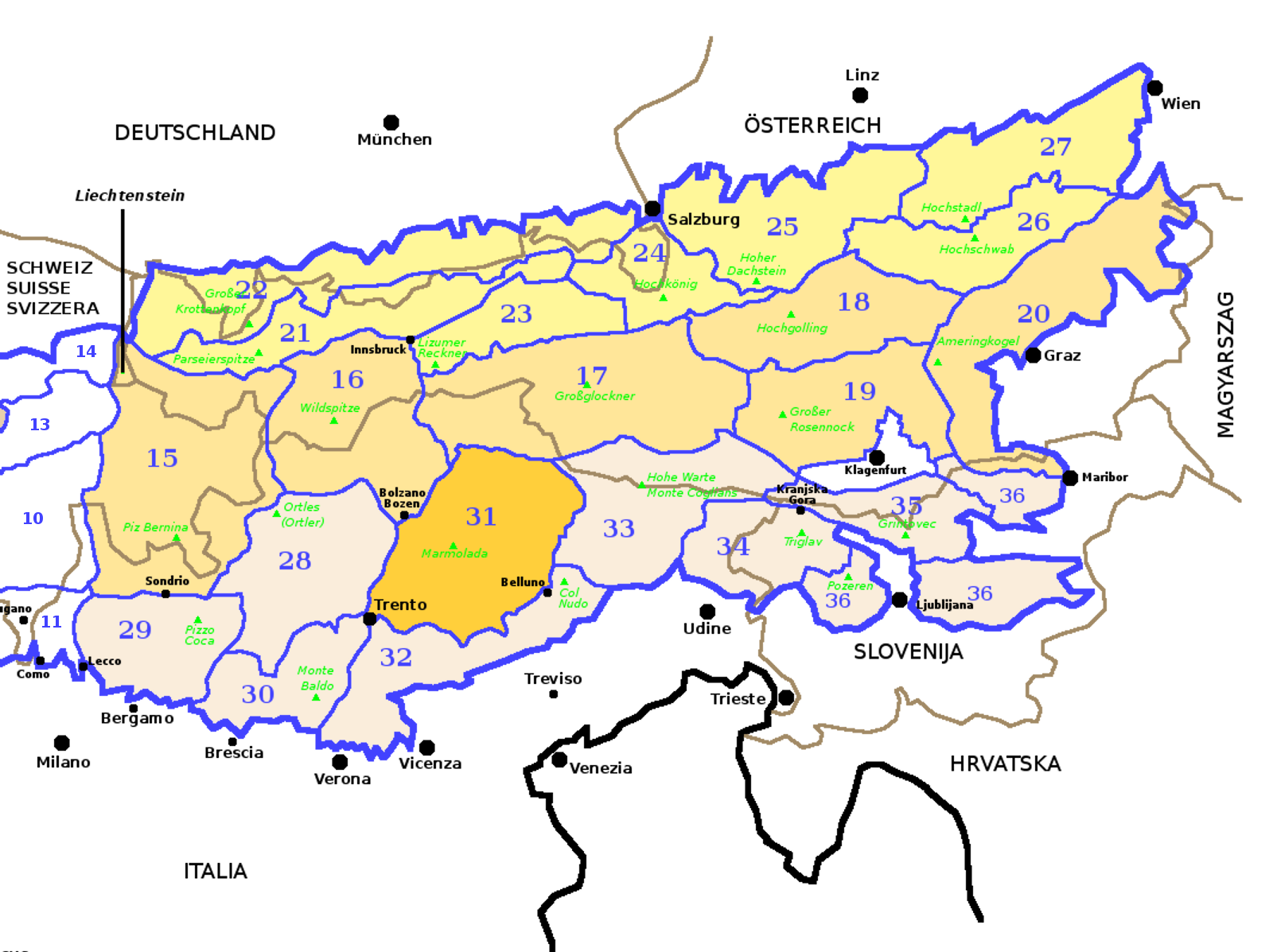
A Keleti-Alpok felosztása. A 31-es szám a Dolomitokat jelöli

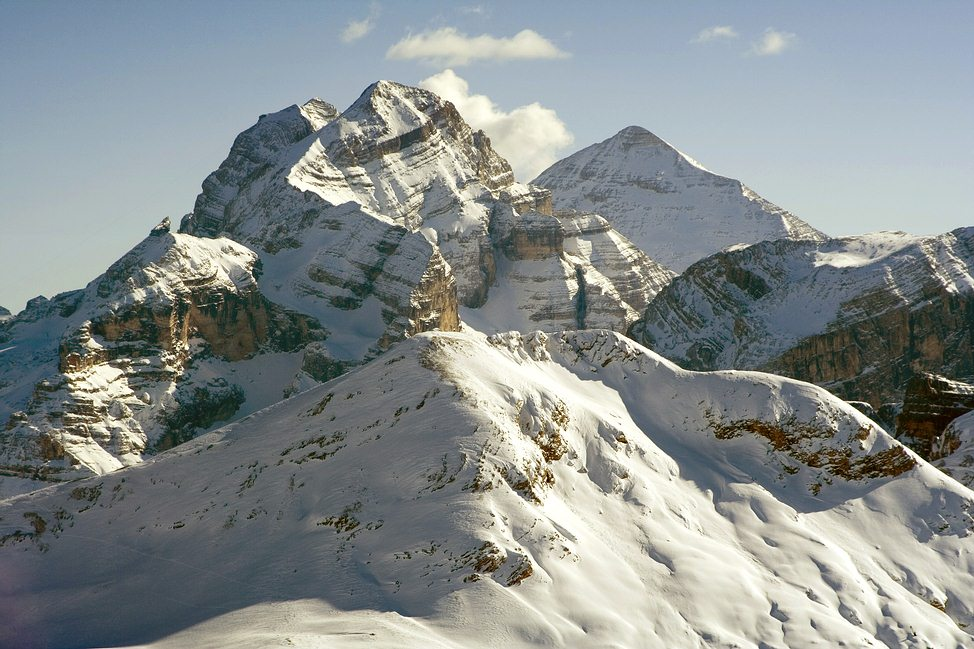
Tofana-csoport

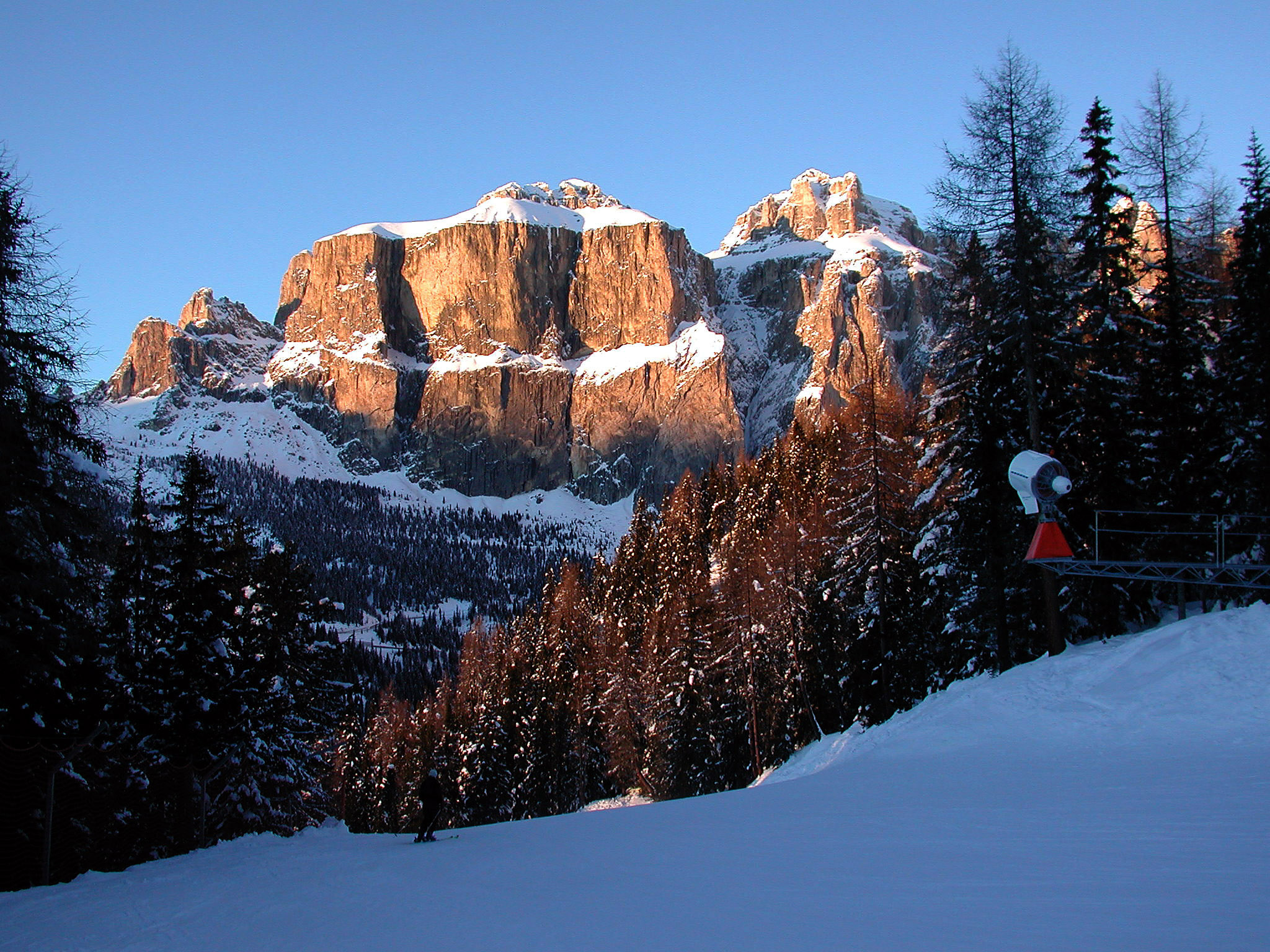
Sella-csoport

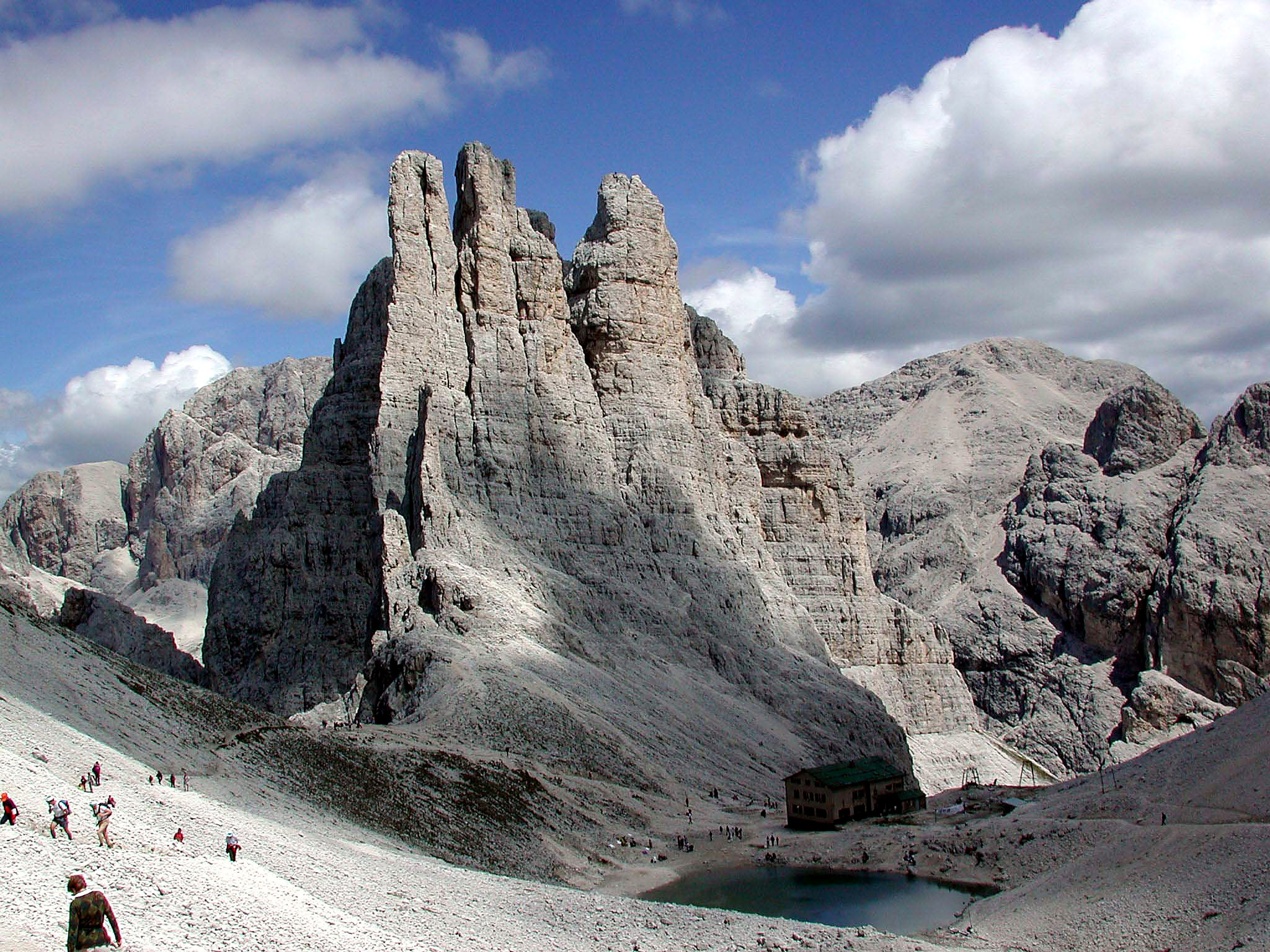
Vajolettürme

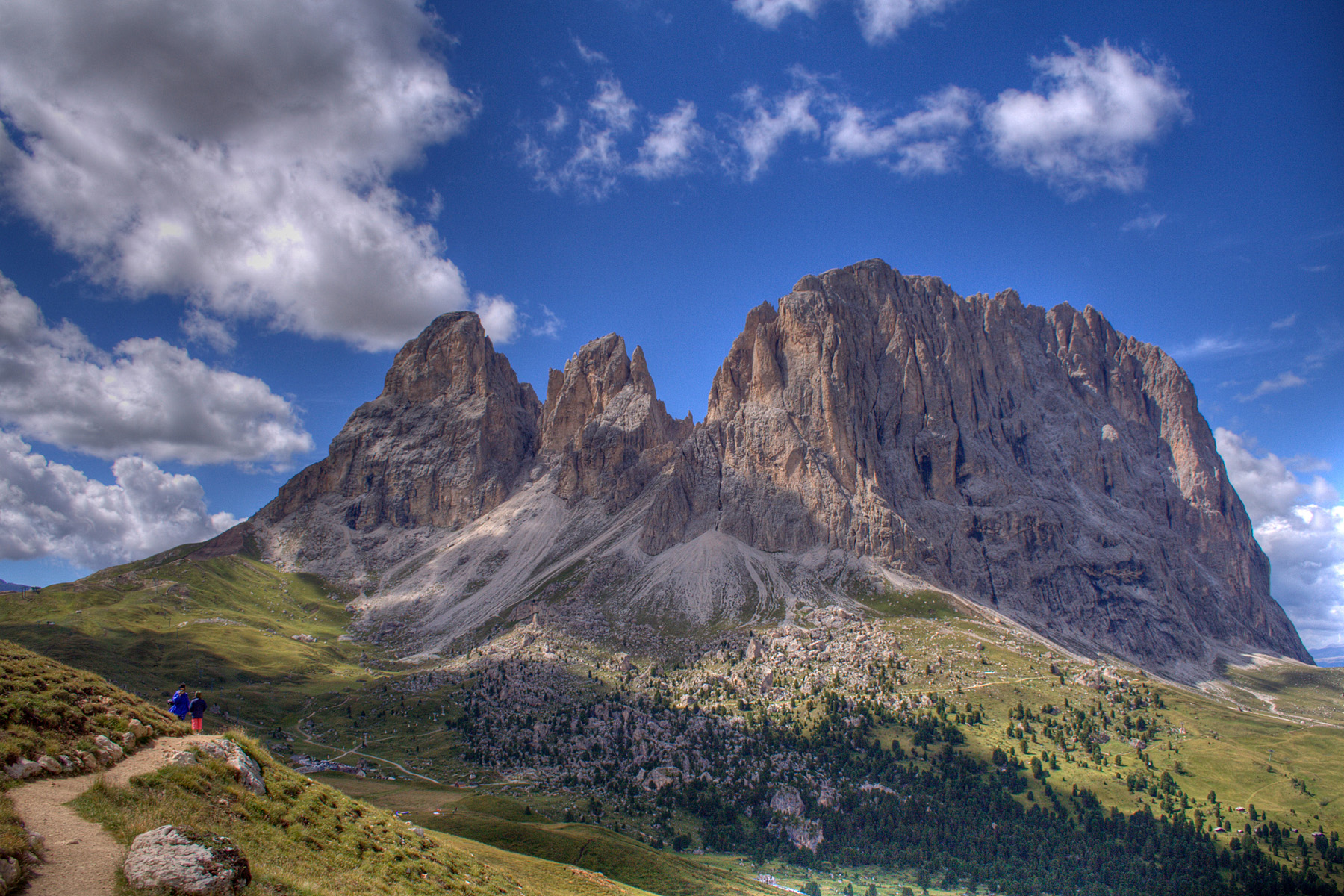
Langkofel

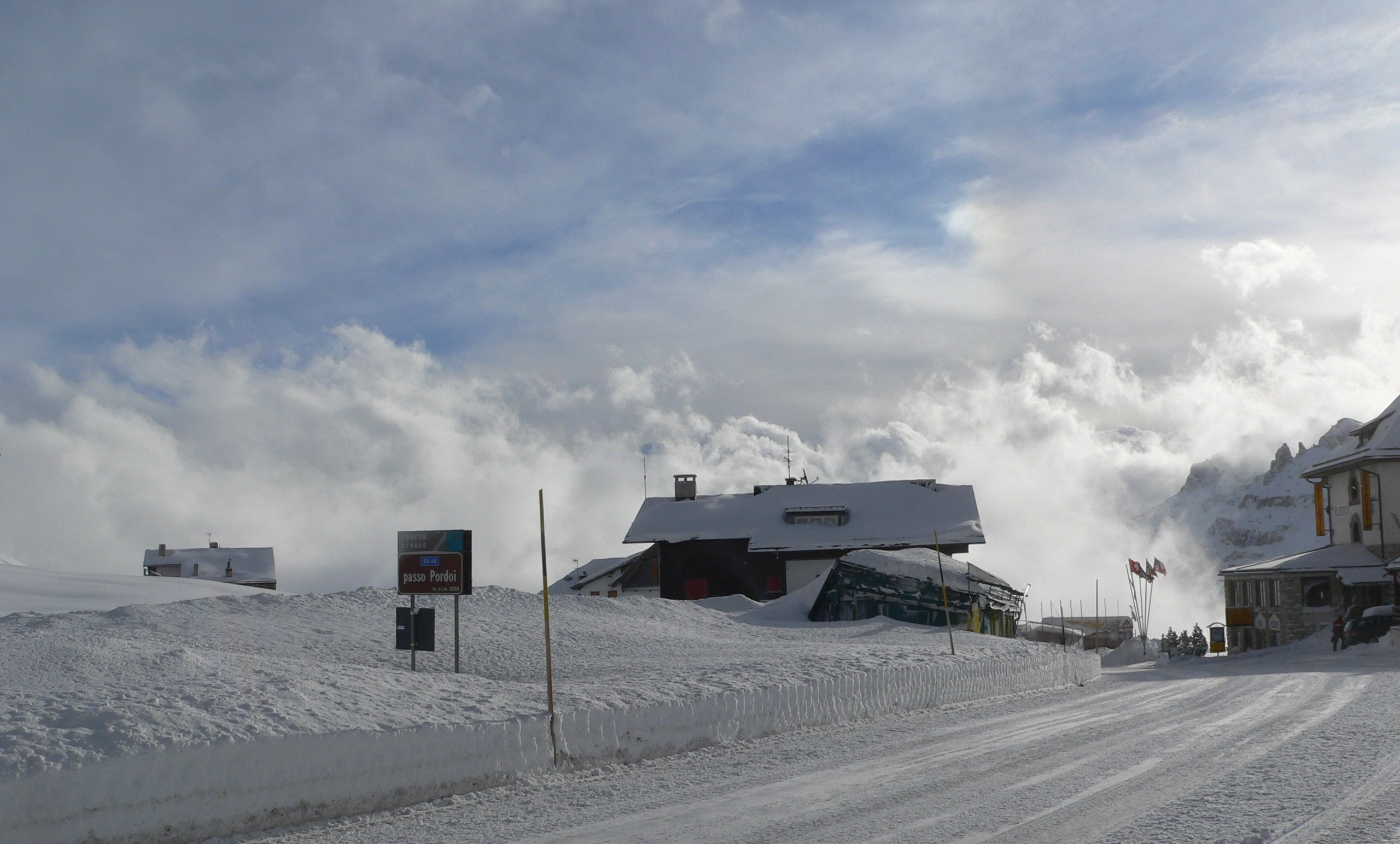
Pordoi-hágó

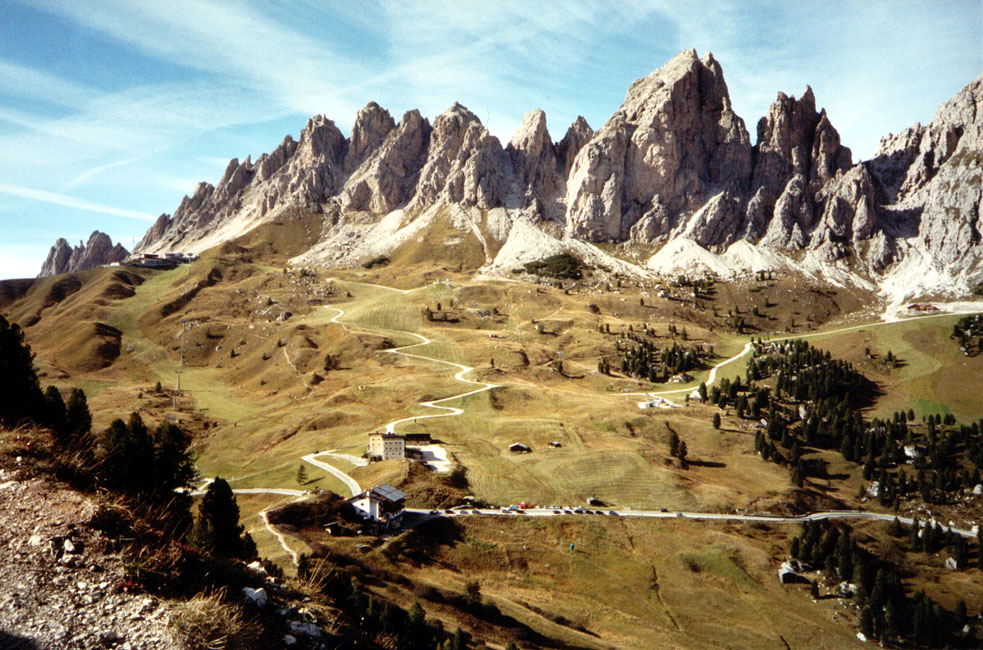
Grödeni-hágó

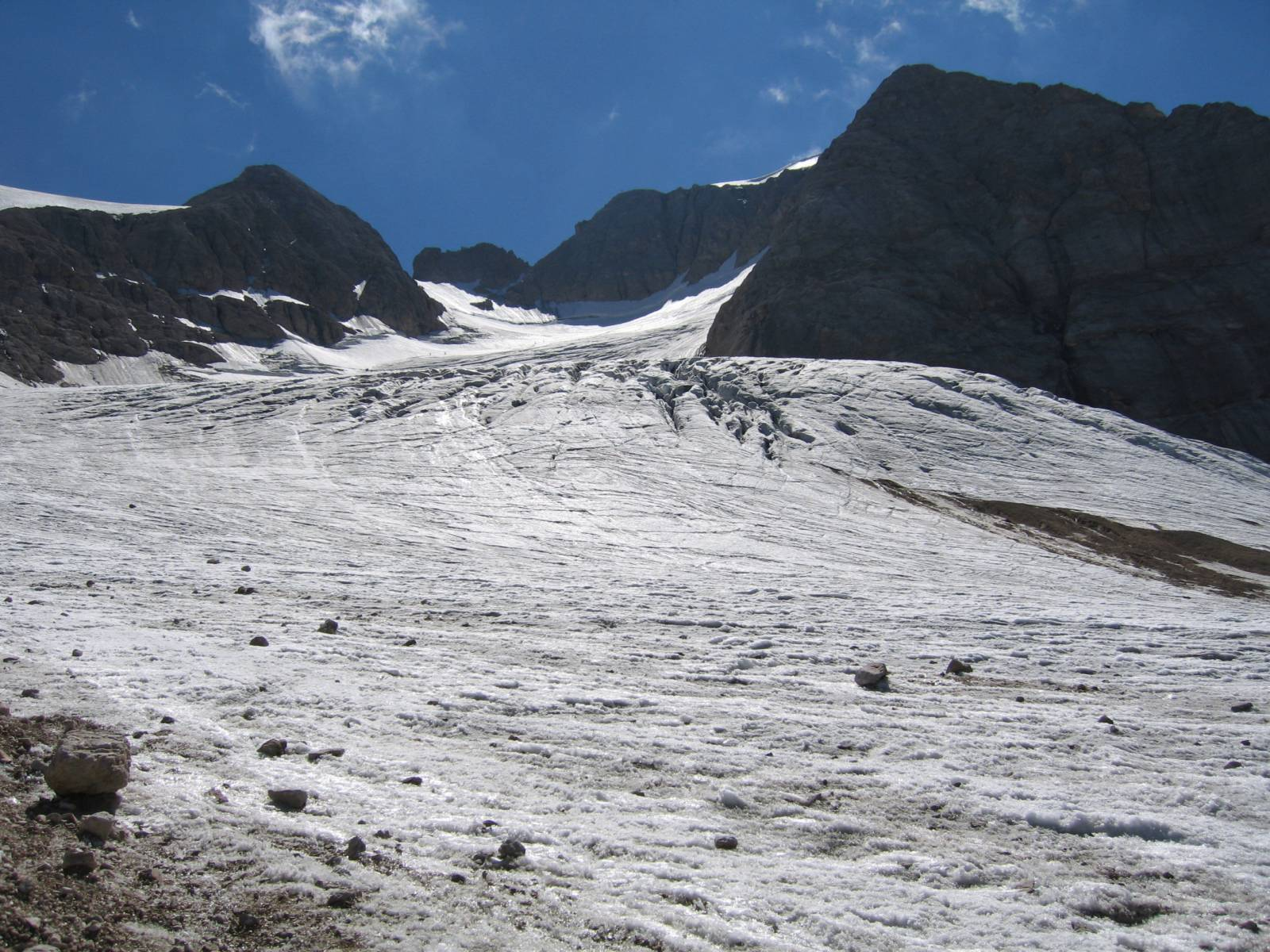
Marmolada

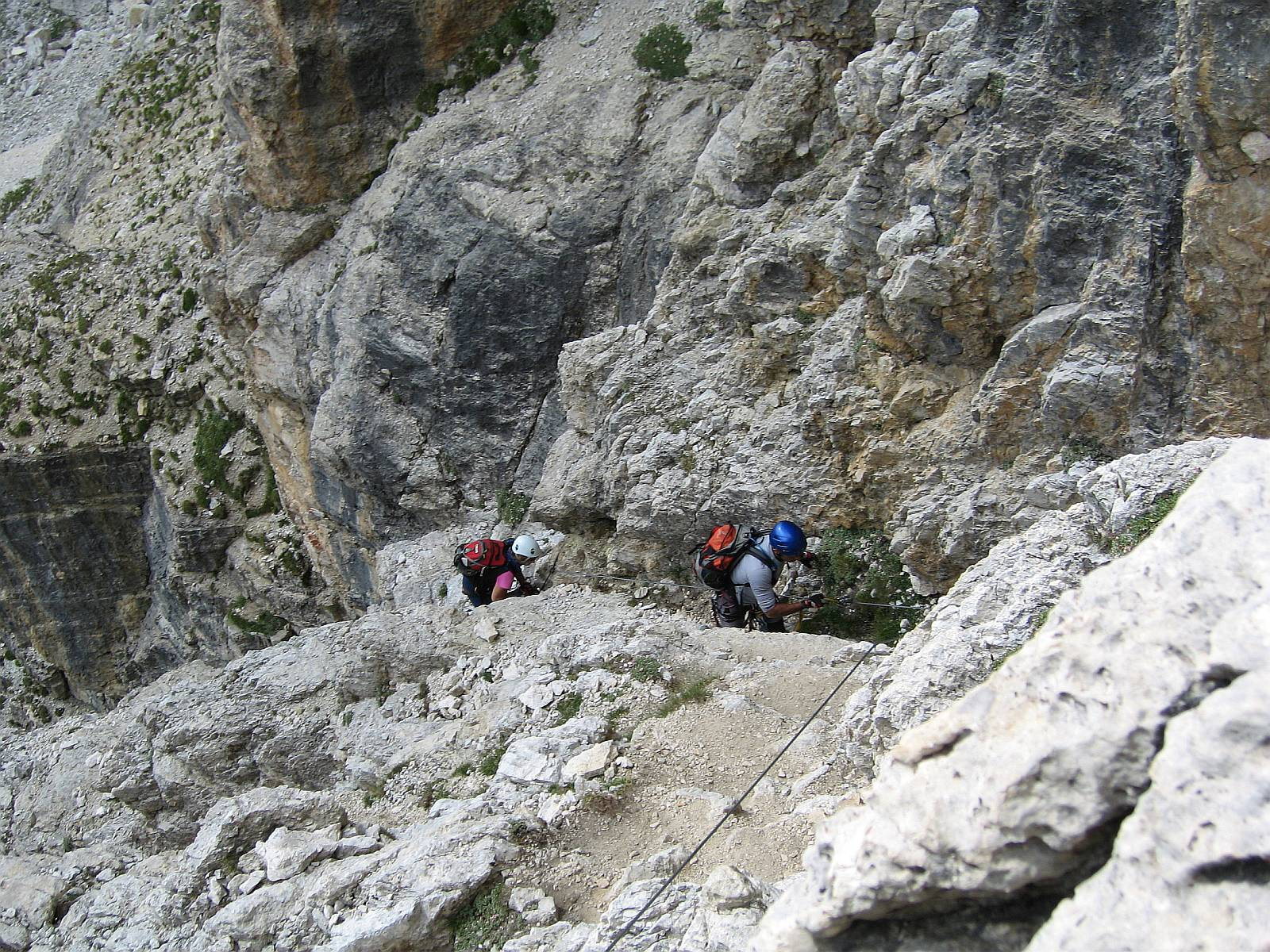
Via ferrata

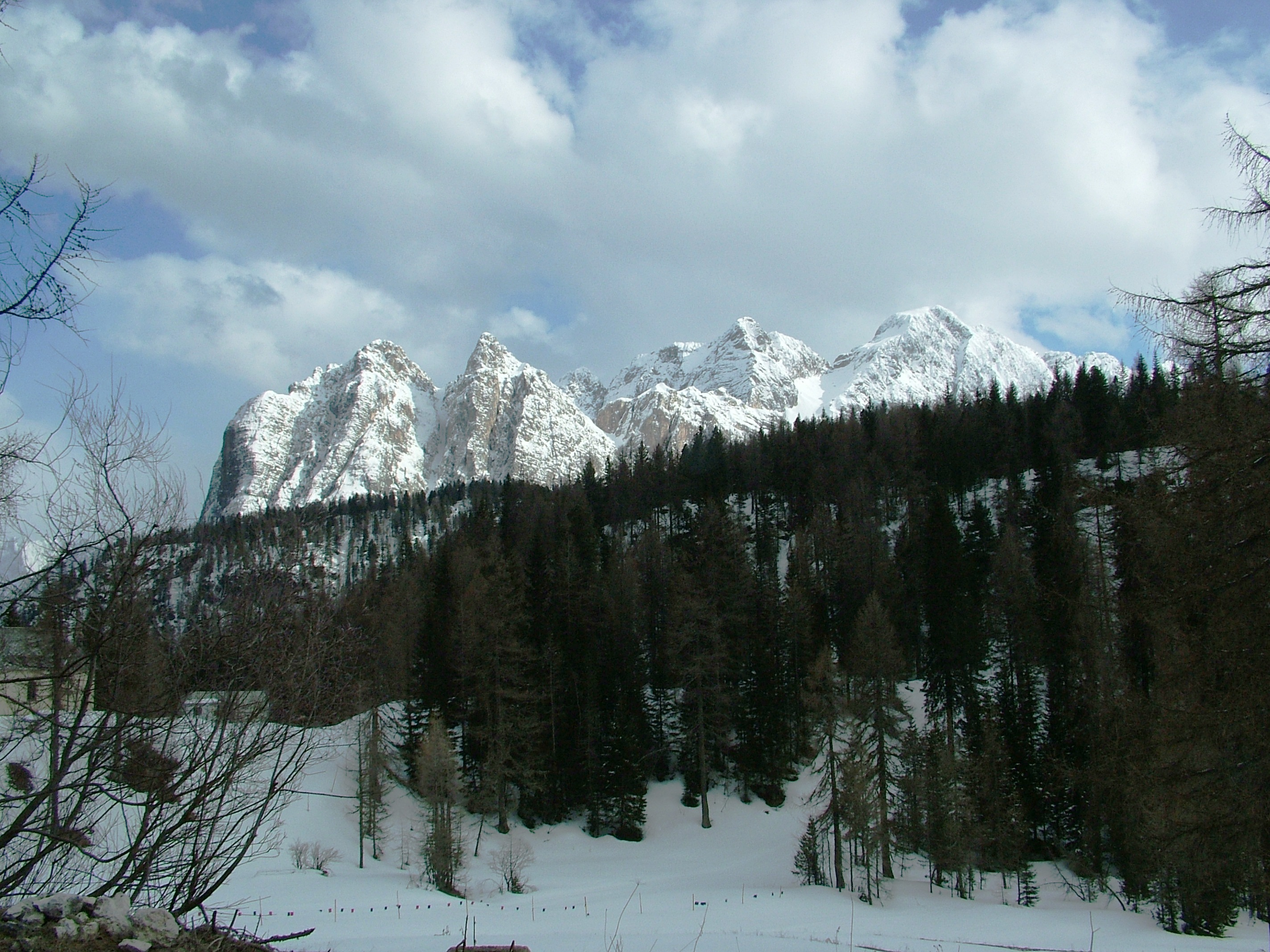
A Sorapis-csoport

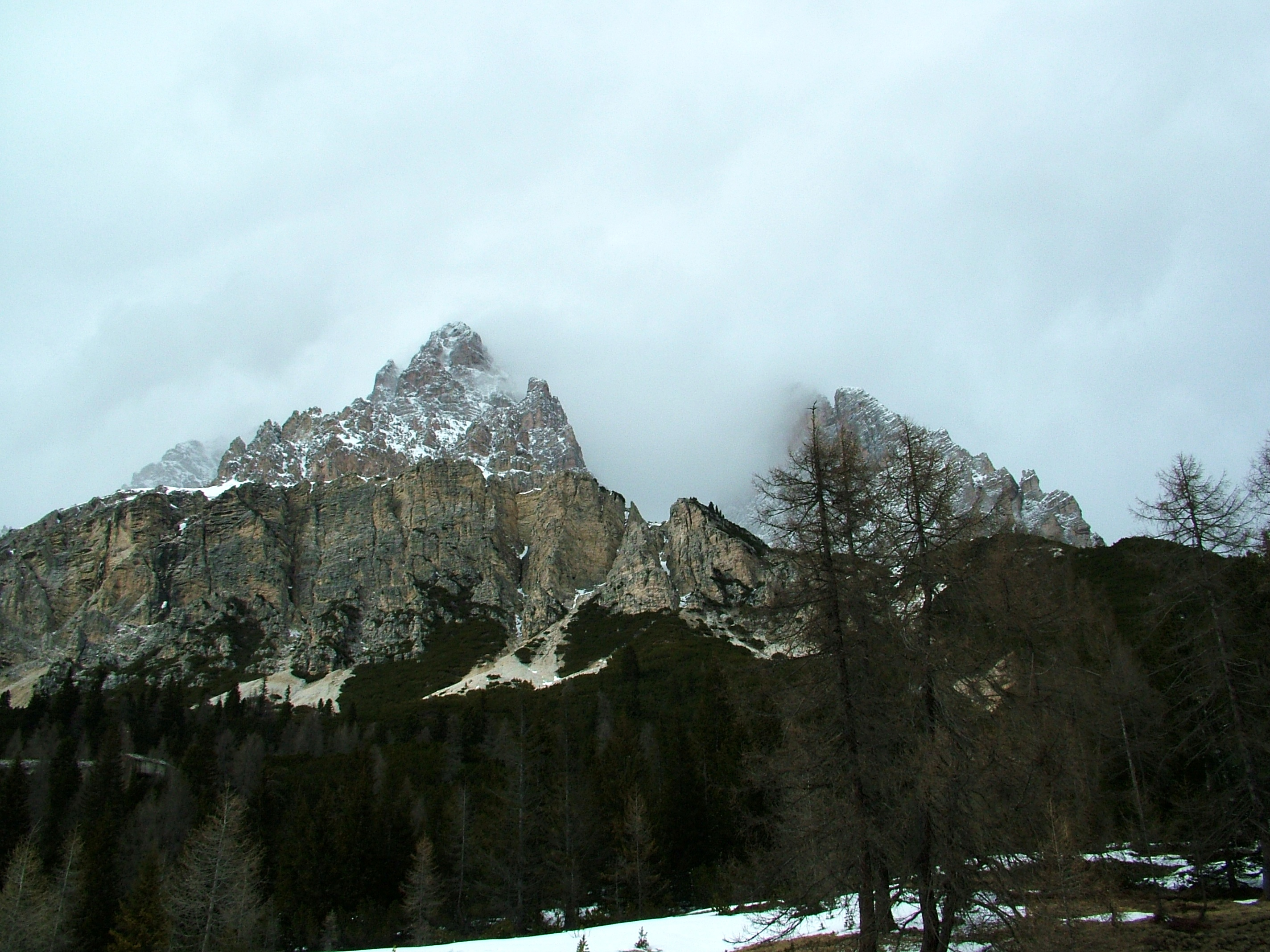
A Monte Cadini

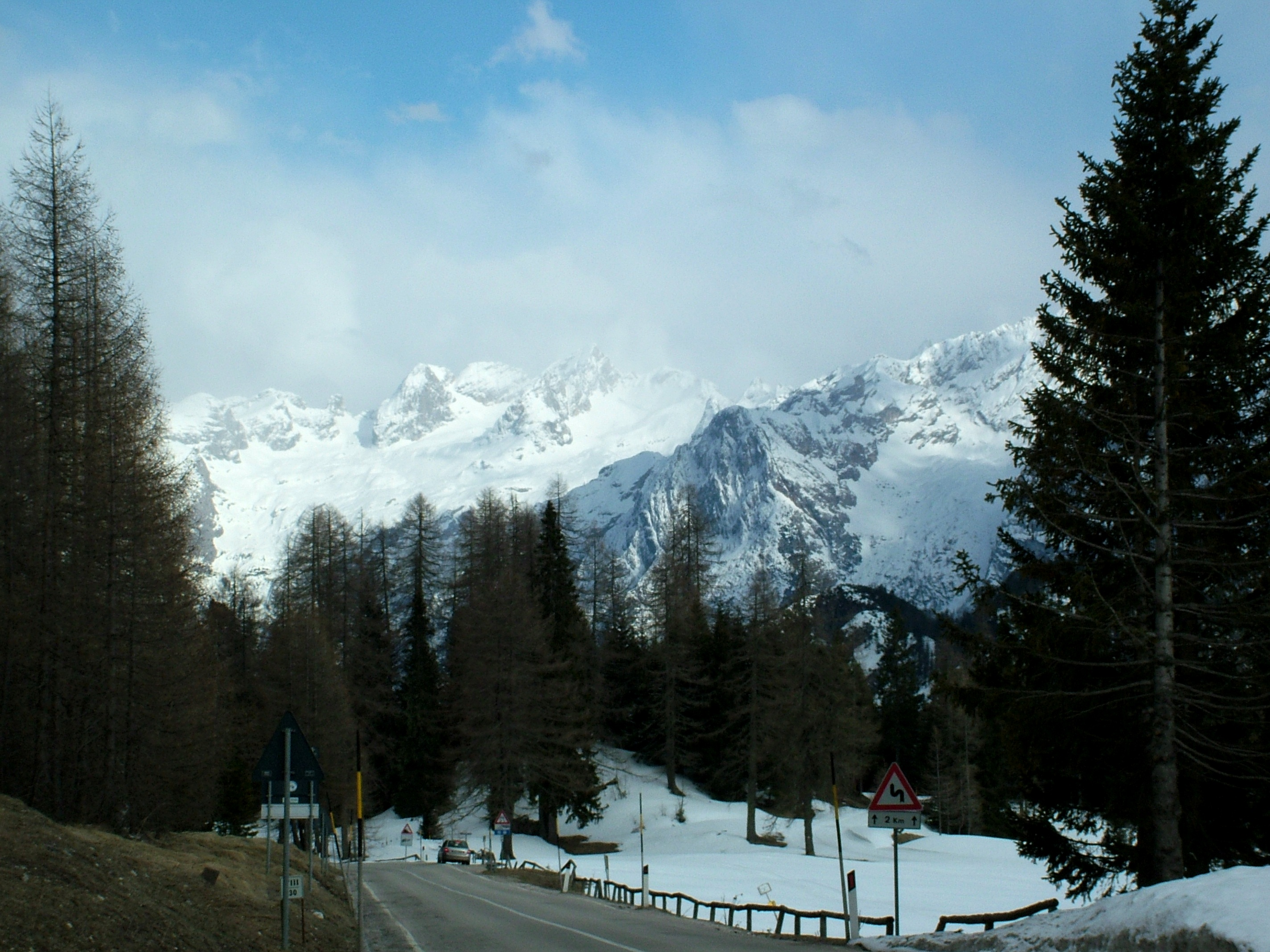
A Sorapis- és Marmarole-csoport

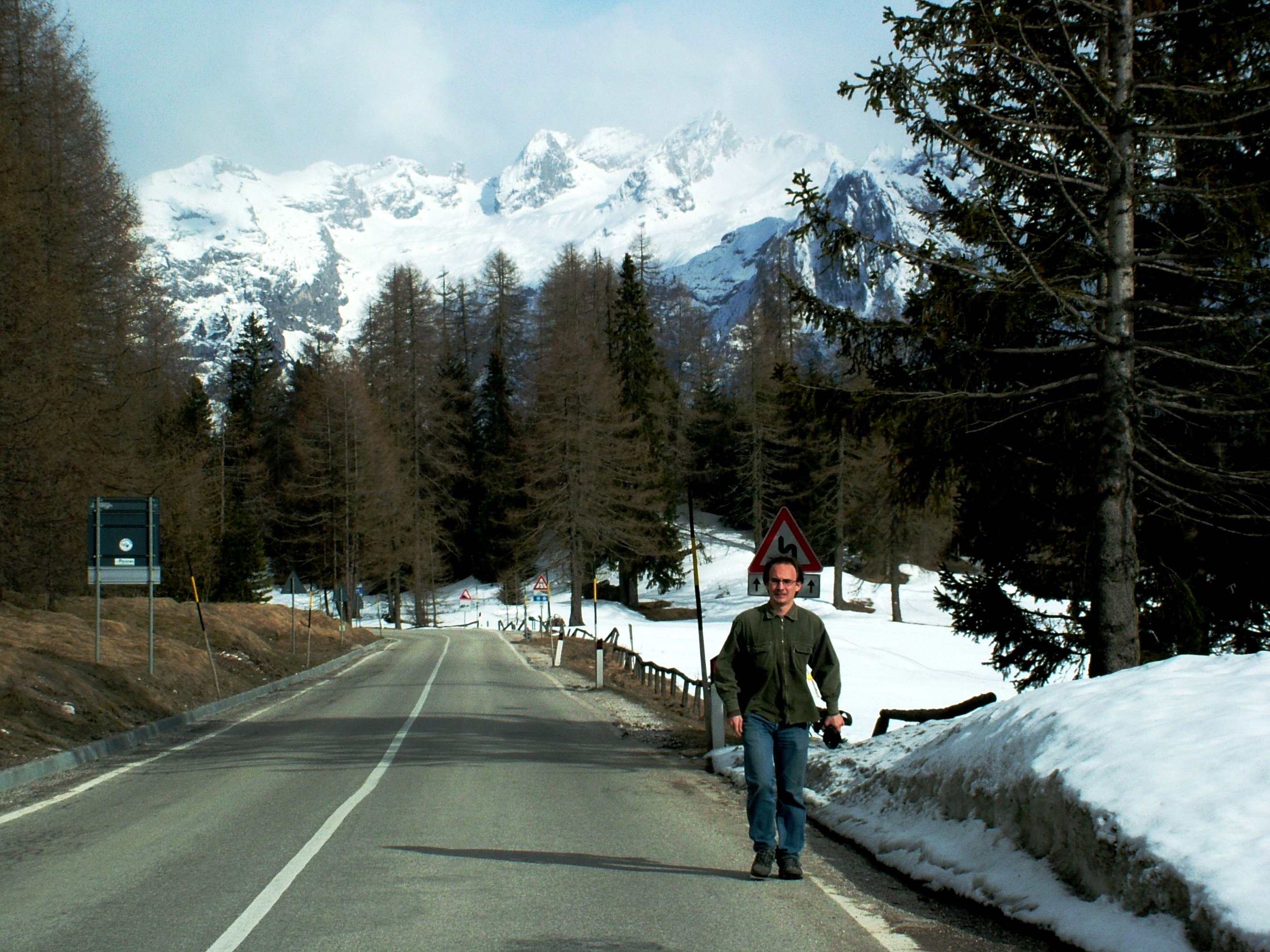
A Marmarole-csoport

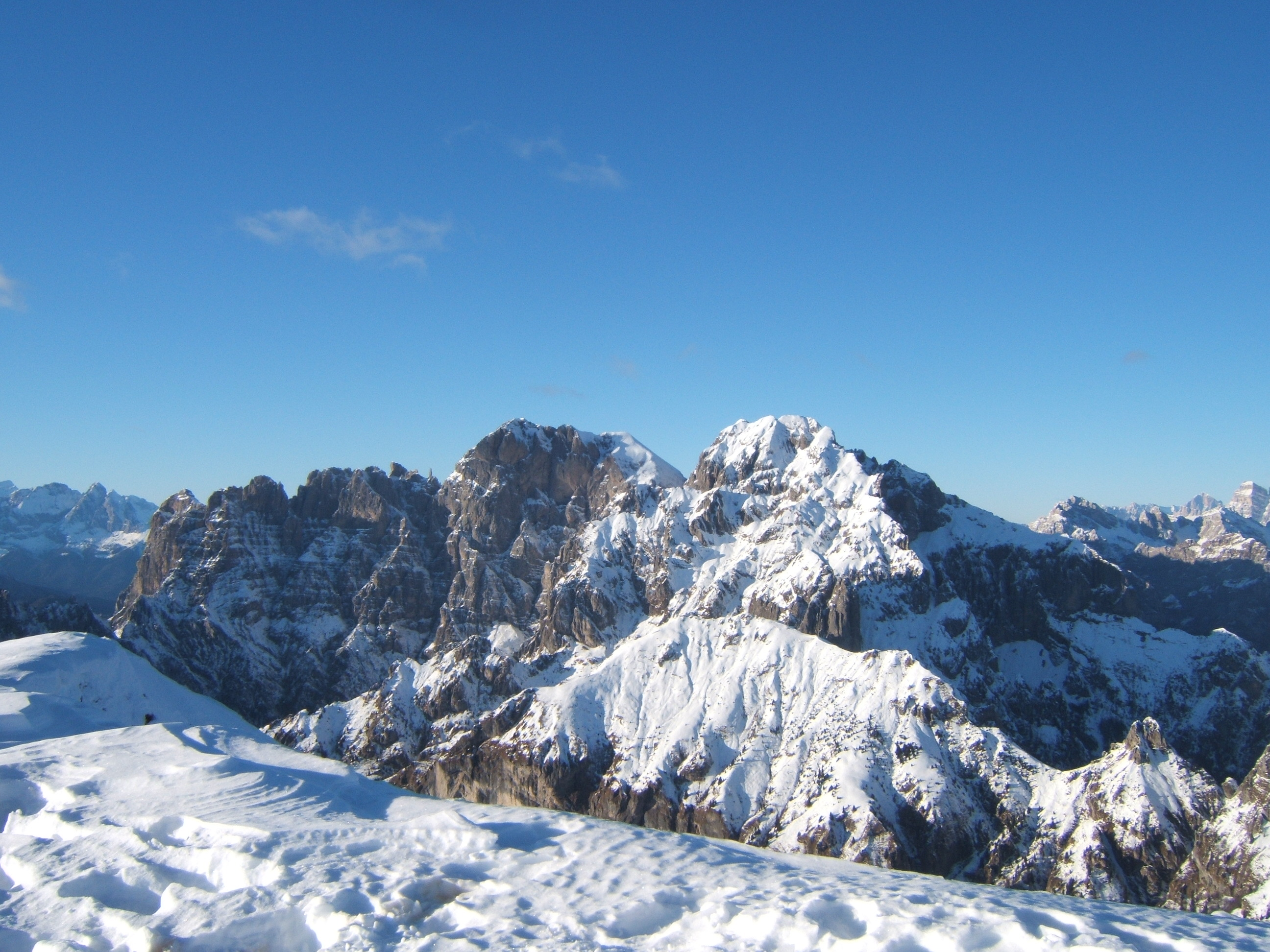
Monte Schiara

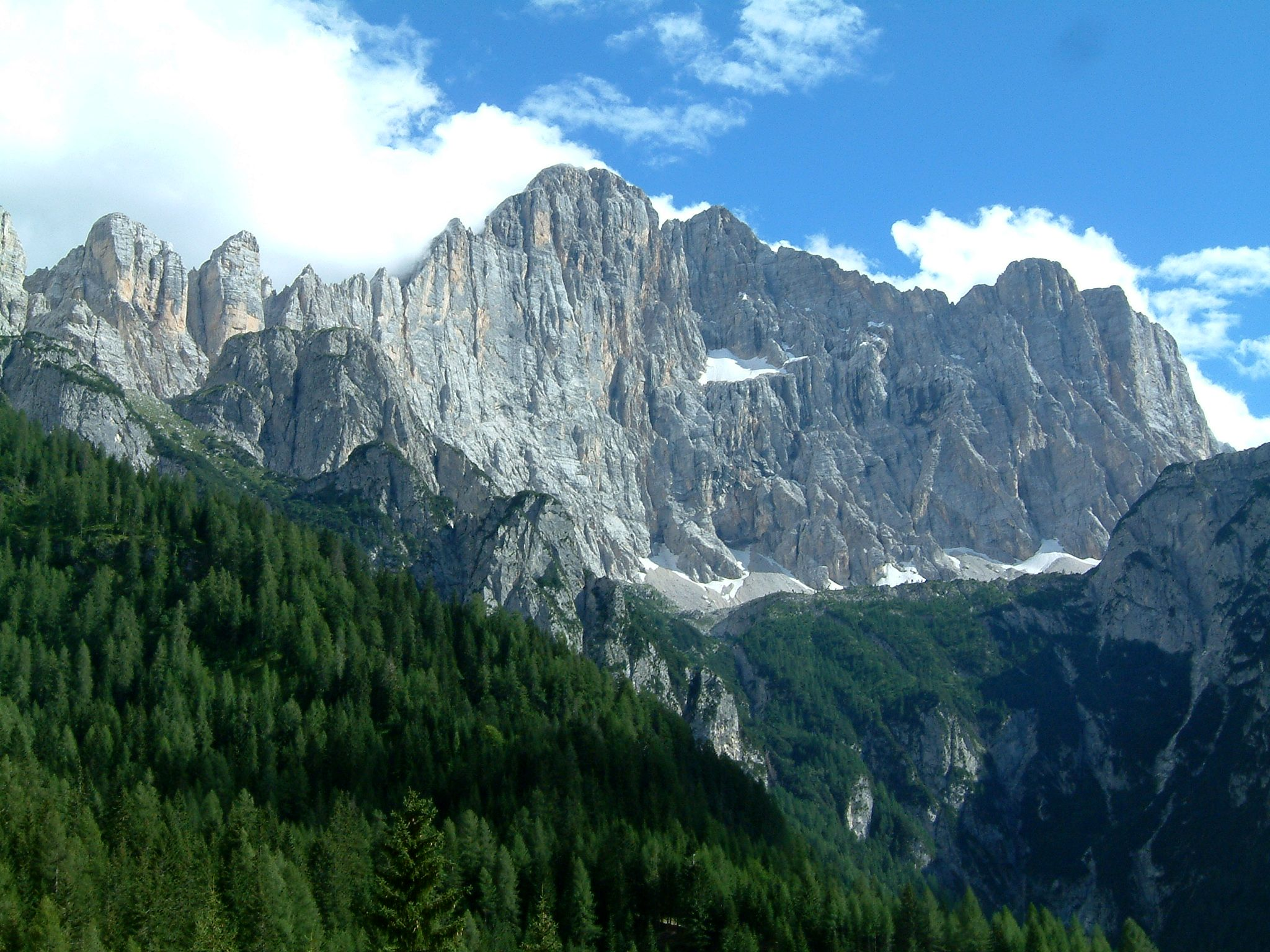
Monte Civetta

A SOIUSA rendszer geológiai szempontokat figyelembe véve öt alegységbe és tizenhárom nagycsoportra osztja a Dolomitokat. Nem sorolja viszont ide a Brentai Dolomitokat, viszont felvesz nem a Dolomitokhoz tartozó hegycsoportokat is (Lagorai, Cima d’Asta)
- Dolomiti di Sesto, di Braies e d’Ampezzo – Sestói-, Braiesi- és Ampezzói-Dolomitok
  - Dolomiti di Sesto – Sexteni / Sestói-Dolomitok (Sextener Dolomiten)
  - Dolomiti di Braies – Pragsi / Braiesi-Dolomitok (Pragser Dolomiten)
  - Dolomiti Orientali di Badia – Badiai Keleti-Dolomitok
  - Dolomiti Ampezzane – Ampezzói-Dolomitok
  - Dolomiti Cadorine – Cadorei-Dolomitok
- Dolomiti di Zoldo – Zoldói-Dolomitok
  - Dolomiti Settentrionali di Zoldo – Zoldói-Dolomitok északi vonulata
  - Dolomiti Meridionali di Zoldo – Zoldói-Dolomitok déli vonulata
- Dolomiti di Gardena e di Fassa – Gardenai- és Fassai-Dolomitok
  - Dolomiti di Gardena – Grödeni / Gardenai-Dolomitok
  - Dolomiti di Fassa – Fassai-Dolomitok
- Dolomiti di Feltre e delle Pale di San Martino – Feltrei- és Pale di San Martinó-i Dolomitok
  - Gruppo Pale di San Martino–Feruc – Pale di San Martino–Feruc csoport
  - Gruppo Pizzocco–Cimonega–Vette – Pizzocco–Cimonega–Vette-csoport
- Dolomiti di Fiemme – Fiemmei-Dolomitok
  - Monti della Val d'Ega – Val d’Ega-hegység
  - Catena del Lagorai e Cima d’Asta – Lagorai-vonulat és az Asta-csúcs

A SOIUSA rendszer az alábbi dolomitos hegységeket, hegycsoportokat nem sorolja a Dolomitokhoz:
- Gruppi oltre il Piave – a Piavén túli csoportok
  - Dolomiti di Comelico–Dolomiti Carniche – Comelicói- és Karni-Dolomitok
  - Dolomiti Friulane – Friuli-Dolomitok
  - Dolomiti di Lienz – Lienzi-Dolomitok
- Gruppi oltre l’Adige – az Etsch (Adige) folyón túli csoportok
  - Dolomiti di Brenta – Brentai-Dolomitok
- Altre – Egyéb hegycsoportok
  - Piccole Dolomiti – Kis-Dolomitok

A Dolomitok hagyományos felosztása a SOIUSA-rendszer elfogadása, azaz 2005 előtt:
- Marmolada
- Latemar
- Catinaccio (Rosengarten)
- Gruppo del Sella (Sella-csoport)
- Sassolungo (Langkofel)
- Pale di San Martino
- Gruppo delle Odle–Gruppo del Puez (Odle- és Puez-csoport)
- Sciliar (Schlern)
- Dolomiti di Fanes–Braies (Fanes–Sennes–Prags)
- Dolomiti di Sesto (Sextener Dolomiten, Sexteni-Dolomitok)
- Cristallo
- Cadini di Misurina
- Tofanák (Tofane)
- Gruppo delle Marmarole (Marmarola-csoport)
- Col di Lana
- Sorapiss
- Antelao
- Gruppo della Croda da Lago (Croda da Lago-csoport)
- Nuvolau
- Monte Civetta
- Monte Pelmo
- Bosconero
- Vette Feltrine
- Gruppo dello Schiara (Schiara-csoport)

### Legmagasabb csúcsok
| Név                                | magasság | Név                             | magasság |
| ---------------------------------- | -------- | ------------------------------- | -------- |
| Punta Penia (Marmolada)            | 3344     | Pale di San Martino             | 2996     |
| Antelao                            | 3264     | Rosengartenspitze / Catinaccio  | 2981     |
| Tofana di Mezzo                    | 3241     | Marmarole                       | 2961     |
| Punta Sorapis                      | 3229     | Cima di Fradusta                | 2941     |
| Civetta                            | 3220     | Monte Agner                     | 2872     |
| Gran Vernel (Marmolada)            | 3210     | Fermedaturm                     | 2867     |
| Monte Cristallo                    | 3221     | Cima d'Asta                     | 2848     |
| Cima di Vezzana                    | 3192     | Cima di Canali                  | 2846     |
| Cimon della Pala                   | 3184     | Croda Grande                    | 2839     |
| Langkofel / Sassolungo             | 3181     | Vajoletturm / Torri del Vajolet | 2821     |
| Monte Pelmo                        | 3169     | Sass Maor                       | 2816     |
| Dreischusterspitze                 | 3162     | Cima di Ball                    | 2783     |
| Boespitze / Piz Boè                | 3152     | Cima della Madonna (Sass Maor)  | 2751     |
| Croda Rossa (Hohe Gaisl)           | 3148     | Rosetta                         | 2741     |
| Piz Popena                         | 3143     | Croda da Lago                   | 2716     |
| Elferkofel                         | 3115     | Középső-Grasleitenspitze        | 2705     |
| Grohmannspitze (Langkofel)         | 3111     | Schlern                         | 2562     |
| Zwölferkofel                       | 3091     | Sasso di Mur                    | 2554     |
| Geislerspitzen (Sass Rigais)       | 3027     | Cima delle Dodici               | 2338     |
| Drei Zinnen (Tre Cime di Lavaredo) | 3003     | Monte Pavione                   | 2336     |
| Kesselkogel                        | 3001     | Cima di Posta                   | 2235     |
| Fünffingerspitze                   | 2997     | Monte Pasubio                   | 2232     |

### Hágók

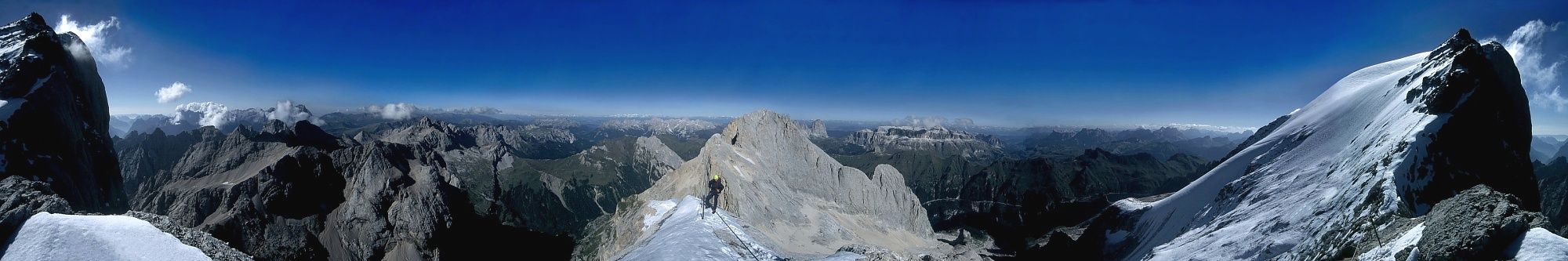
Panorámakép a Marmolada-csúcs nyugati gerincéről

| Név                                                                                            | Magasság (m) |
| ---------------------------------------------------------------------------------------------- | ------------ |
| Ombretta-hágó (Campitello – Caprile), gyalogos                                                 | 2738         |
| Langkofeljoch (Gröden – Campitello), gyalogos                                                  | 2683         |
| Tschagerjoch (Karer-tó (Karersee) – Vajolet-szoros), gyalogos                                  | 2644         |
| Grasleiten-hágó (Vajolet-szoros – Grasleiten-szoros), gyalogos                                 | 2597         |
| Pravitale-hágó (Rosetta-plató – Pravitale-szoros), gyalogos                                    | 2580         |
| Comelle-hágó , gyalogos                                                                        | 2579         |
| Rosetta-hágó (San Martino di Castrozza – Rosetta-plató, gyalogos                               | 2573         |
| Vajolet-hágó (Tiers – Vajolet-szoros), gyalogos                                                | 2549         |
| Canali-hágó (Fiera di Primiero – Agordo), gyalogos                                             | 2497         |
| Tierseralpljoch (Campitello – Tiers), gyalogos                                                 | 2455         |
| Ball-hágó (San Martino di Castrozza – Pravitale-szoros), gyalogos                              | 2450         |
| Forcella di Giralba (Sexten – Auronzo), gyalogos                                               | 2436         |
| Col dei Bos (Falzarego-hágó – Travernanzes-szoros), gyalogos                                   | 2313         |
| Forcella Grande (San Vito – Auronzo), gyalogos                                                 | 2262         |
| Pordoi-hágó (Arabba – Fassa-völgy), autóút (SR 48)                                             | 2250         |
| Sella-hágó (Sella-hágó, Grödeni-völgy (Val Gardena) – Fassa-völgy), autóút                     | 2244         |
| Giau-hágó (Cortina – Val Fiorentina), autóút                                                   | 2236         |
| Tre Sassi-hágó (Cortina – St Cassian), gyalogos                                                | 2199         |
| Valparola-hágó (Cortina – St Cassian), autóút                                                  | 2168         |
| Mahlknechtjoch (Felső-Duron-szoros – Seiser-Alp), gyalogos                                     | 2168         |
| Grödeni-hágó (Val Gardena – Colfuschg/Colfosco), autóút                                        | 2121         |
| Falzarego-hágó (Caprile – Cortina), autóút (SR 48)                                             | 2117         |
| Fedaia-hágó (Val di Fassa – Caprile)                                                           | 2046         |
| Valles-hágó (Paneveggio – Falcade), autóút                                                     | 2032         |
| Würz-hágó (Eisacktal – Val Badia), autóút                                                      | 2003         |
| Rolle-hágó (Predazzo – San Martino di Castrozza – Fiera di Primiero                            | 1984         |
| Forcella Forada (Caprile – San Vito)                                                           | 1975         |
| San Pellegrino-hágó (Moena – Cencenighe Agordino), autóút                                      | 1910         |
| Campolongo-hágó (Corvara in Badia – Arabba), autóút                                            | 1875         |
| Forcella d’Alleghe (Alleghe – Zoldo-szoros), gyalogos                                          | 1820         |
| Tre Croci-hágó (Cortina – Auronzo), autóút (SR 48)                                             | 1808         |
| Karer-hágó (Welschnofen (Nova Levante) – Vigo di Fassa), autóút                                | 1753         |
| Kreuzberg-hágó / Monte Croce di Comelico (Innichen – Sexten - Piave völgye és Belluno), autóút | 1638         |
| Ampezzo-hágó (Toblach – Cortina – Belluno), ösvény                                             | 1544         |
| Cereda-hágó (Fiera di Primiero – Agordo), autóút                                               | 1372         |
| Toblach-nyereg (Bruneck – Lienz), vasút                                                        | 1209         |

## Élővilág
A kiterjedt platókat havasi legelők borítják. A délebbre fekvő völgyekben gesztenyések, mandula- és olajfák, szőlők és gyümölcsösök, cédrusok és agavék flórája virul. A magasabban fekvő vidékeken tűlevelűek élnek (vörösfenyő, közönséges jegenyefenyő, erdeifenyő).
A Dolomitok területén több természetvédelmi terület létezik:
- Bellunói Dolomitok Nemzeti Park
- Ampezzói Dolomitok Természetvédelmi Park
- Fanes - Sennes e Braies Természetvédelmi Park
- Paneveggio - Pale di San Martino Természetvédelmi Park
- Sciliari Természetvédelmi Park
- Sestói Dolomitok Természetvédelmi Park
- Puez Odle Természetvédelmi Park
- Adamello-Brenta Regionális Természetvédelmi Park
- Friuli-Dolomitok Természetvédelmi Park

## Néprajz
Néprajzilag is különleges vidék. Az ősi hegylakók, a svájci (graubündeni) rétoromán törzsekkel rokon ladinok élnek itt, akik a régi latin nyelv egy egyedi változatát beszélik, amely sokban eltér az olasz nyelvtől. A mai Trentino-Alto Adige régió területe 1919-ben került az Osztrák Császárságtól az Olasz Királysághoz. Dél-Tirol, a mai Bozen megye (Dél-Tirol) területén, így pl. az Etsch (Adige) völgyében, a Puster-völgyben, Bozen (Bolzano) és Meran (Merano) környékén, le egészen a Salurni-szorosig németajkú lakosság él, amely ma is tirolinak vallja magát. A két világháború között a római kormány betelepítéseket és erőszakos olaszosítást hajtott végre az újonnan szerzett területeken. A második világháború után, az 1946-ban Párizsban megkötött kétoldalú osztrák–olasz megállapodás, az ún. „Gruber–De Gasperi-egyezmény” alapján e régió (Trentino-Alto Adige) széles körű autonómiát nyert, bár ennek mértékével a német nacionalista elemek sokáig elégedetlenek voltak, Ausztriához való visszacsatolásuk mellett tüntettek. Az 1950-es években terrorakciókra is sor került. Az Európai Gazdasági Közösség létrejötte (1958) valamelyest enyhített a helyzeten. 1964-ben Bruno Kreisky az ENSZ elé vitte a kérdést, 1969-ben, majd 1971-ben a két ország megállapodott a Dél-Tirol-csomag (Südtirolpaket) elfogadásáról. A németajkúak jogait Ausztria, mint védőhatalom (Schutzmacht) garantálja, a két ország kormánya azóta is többször tárgyalt helyzetükről. Ausztria csatlakozása az Európai Unióhoz (1995) megoldani látszik a dél-tiroli kérdést. A helyi önkormányzatokban paritásos alapon kapnak helyet a német (tiroli) és olasz képviselők. A közigazgatás hivatalosan kétnyelvű, a ladin völgyekben a helységnevek három nyelven vannak feltüntetve. A helyi politikának azonban a 21. században is küzdenie kell a római kormány meg-megújuló központosító törekvéseivel szemben. Kielégítő megoldást találni azért is bonyolult, mert a nemzetiségi válaszvonal nem a természetes határként adódó hegygerinceken húzódik, a nyelvi területek erősen egymásba nyúlnak.

## Történelem
A vidék történelmét az határozta meg, hogy a Brenner-hágón, az Adige és Isarco (Issar) völgyén át bonyolódik le ősidők óta az Észak- és Dél-Európa közötti forgalom zöme. Ennek köszönhetik fejlődésüket Bolzano, Trento és a völgyek kisebb városai. A középkorban Trento (Trident) és Bressanone (Brixen) püspökei gyakoroltak fejedelmi hűbérhatalmat a Dolomitok keleti, illetve déli határáig, ahol Velence területe kezdődött. Az Adige felső völgye a tiroli grófok hűbére volt, akik a Merano (Meran) melletti Tirol várában székeltek. (Merano város nevét sokszor tévesen kapcsolatba hozzák Merániával, ami a történelmi Magyarország egy – nagyjából a mai Dalmáciát felölelő – tartománya, Gertrúd magyar királyné családja, a Bánk bán c. magyar nemzeti drámában, ill. operában is szereplő merániak névleges címbirtoka.) A férfiág kihaltával, a 14. században, a Habsburgok örökölték Tirolt. Trento az ellenreformációt megindító, itt tartott tridenti zsinat (1545-1563) miatt került a világtörténelembe. Napóleon hatalmi törekvései Tirolban találták először szemben magukat a népfelkeléssel. A turistáknak annyi örömet okozó pompás hegyi utak, amelyek a Dolomitokat megnyitották az idegenforgalom előtt, az első világháború évekig tartó borzalmas állóharcai (Piave-front) során épültek ki, a csapatok utánpótlása érdekében. Ennek az időszaknak maradványai az utast lépten-nyomon megrendítő nagy katonatemetők és a szédítő meredélyeken kiépített bonyolult katonai állásrendszerek.

## Turizmus
A turistaforgalom két időszakban éri el a tetőfokát. A téli sportidény decemberben kezdődik és március végén zárul. A fennsíkok, havasi rétek széles, hullámos lejtőikkel eszményi síterepek, ezért a Dolomitok a téli sportok egyik központja. A pályákat és sílifteket üzemeltető társaságok a Dolomiti Superski elnevezésű regionális szövetség keretében működnek, egységes bérletrendszerrel. A júliustól szeptember 15-ig tartó nyári szezon még ennél is keresettebb, ilyenkor a legnehezebb szállást kapni. Ezekben a hónapokban a sziklamászók lepik el a Dolomitokat, mert a meredek szirtek, hegyormok a legváltozatosabb túrákra nyújtanak lehetőséget. Sok orom függőlegesen meredek fala alig mászható meg, vagy a felhatolás nyaktörően veszélyes. Vannak viszont vad sziklabércek, melyek más oldalukról a jó turistautak révén elég könnyen megközelíthetők, illetve – hála a via ferrata (németül Klettersteig) elnevezésű, létrákkal, lépcsőkkel, hidakkal, kapaszkodó kábelekkel kiépített utaknak – néhol még a járatlanabbak számára is vezető segítsége nélkül megmászhatók.